# Eduard Eyth

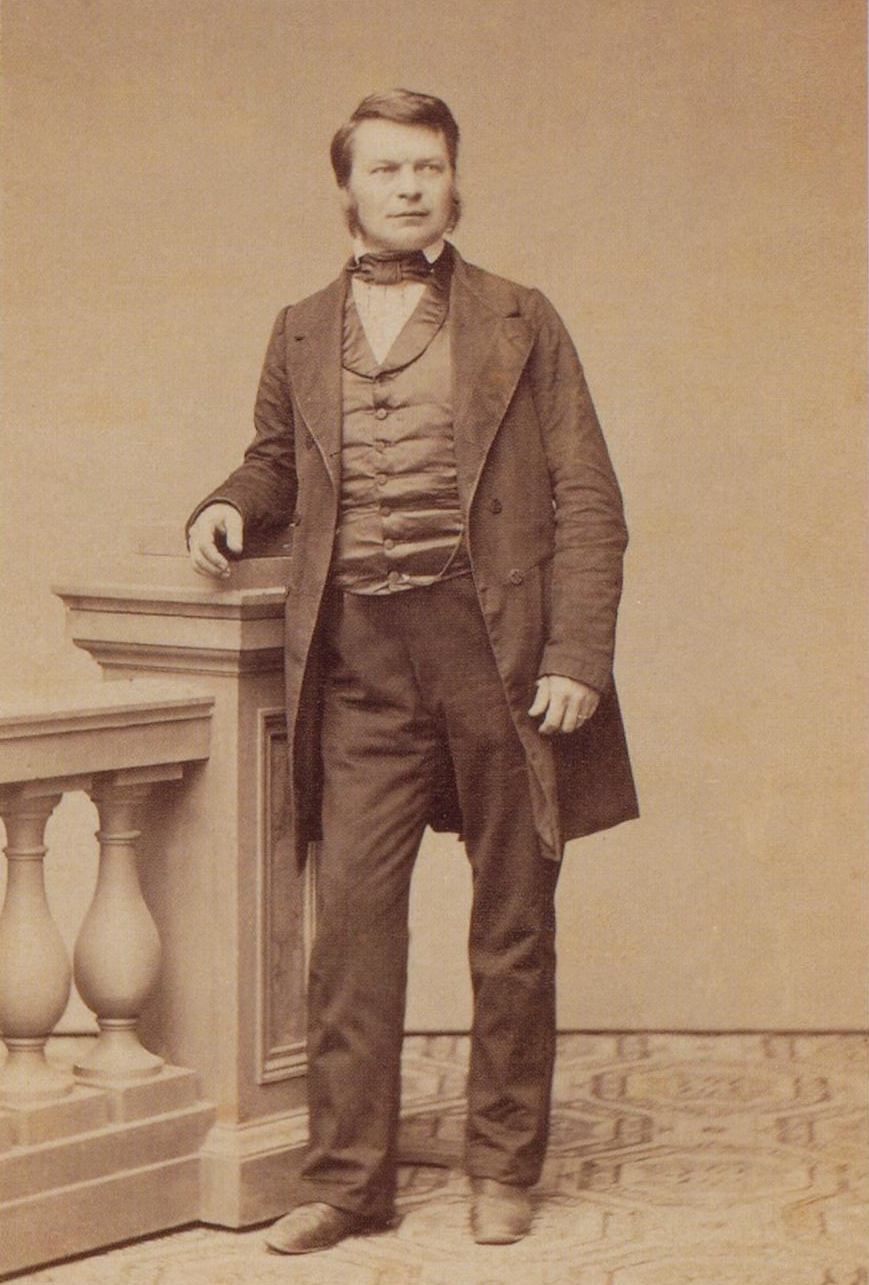
Eduard Eyth

Eduard Eyth (* 2. Juli 1809 in Heilbronn; † 28. April 1884 in Neu-Ulm) war ein deutscher Altphilologe, Dichter und Übersetzer.

## Leben und Wirken
Eduard Eyth studierte an der Universität Tübingen von 1827 bis 1831 Theologie und Philologie. Er erwarb dort im letzten Jahr seines Studiums den Grad eines Doktors der Philosophie.
1835 erhielt er Anstellung als Lehrer (Oberpräzeptor) an der Lateinschule in Kirchheim unter Teck, 1841 wurde er Professor am Seminar in Schöntal, wo er griechische Sprache, lateinische Dichter und Geschichte unterrichtete. In Schöntal wurde er 1865 Direktor (Ephorus), und ab 1868 übernahm er als Ephorus die Leitung des Seminars Blaubeuren, wo er bis zu seinem Ruhestand 1877 verblieb. Danach verzog er mit seiner Frau nach Neu-Ulm in das Haus Friedrichstraße 19 (heute Hermann-Köhl-Straße 19), das eine Gedenktafel trägt.

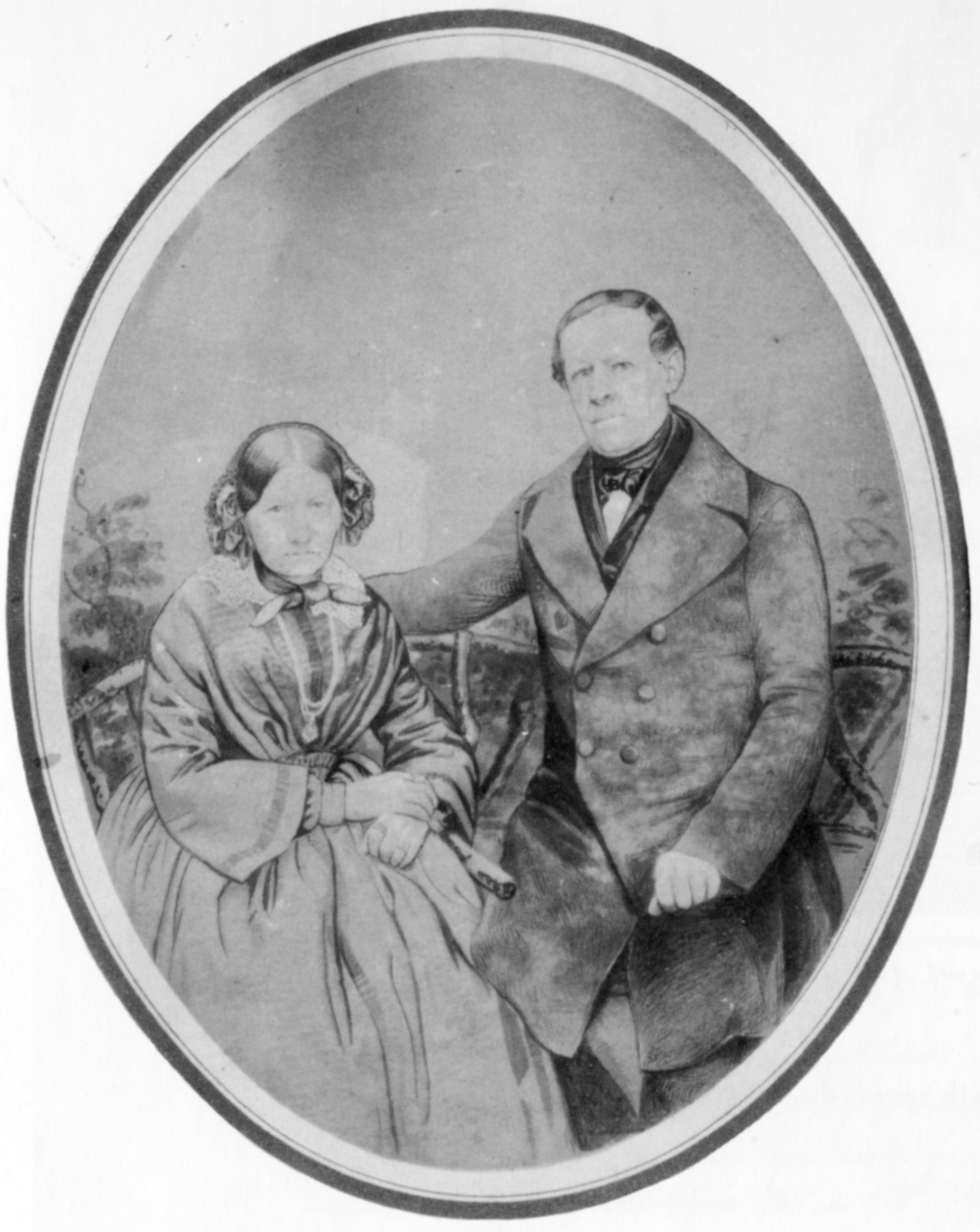
Eduard Eyth und Julie Eyth

Eyth war Schüler des Dichters Ludwig Uhland, der ihm Anregungen für seine dichterischen Bestrebungen vermittelte. 1831 gab er seinen ersten Band Gedichte Hilarolypos in griechischer Sprache heraus. Sein zweites Jugendwerk, die Übertragung der Odyssee in gereimten fünffüßigen Jamben, erschien unter dem Titel Die Sage von Odysseus nach Homer (3 Bände, 1834 f.) und war Uhland gewidmet. Neben Uhland verband ihn lebenslange Freundschaft mit den schwäbischen Dichtern Justinus Kerner und Albert Knapp.
Eduard Eyth war mit Julie Eyth geb. Capoll (1816–1904) verheiratet und Vater des Schriftstellers und Ingenieurs Max Eyth sowie des weiteren Sohnes Eduard Wilhelm Eyth (1851–1875) und der Tochter Julie Conz, geb. Eyth (1839–1896).
Eduard Eyth starb an den Folgen einer Gelbsucht im Alter von fast 75 Jahren am 28. April 1884 in Neu-Ulm. Er wie auch später seine Frau wurden auf dem Neuen Friedhof in Ulm begraben. Die Gräber wurden 1969 aufgelöst, in Feld 13, etwa 20 Meter vom Originalort entfernt, ist noch die Grabplatte von Eduard Eyth erhalten.

## Wirkungsstätten

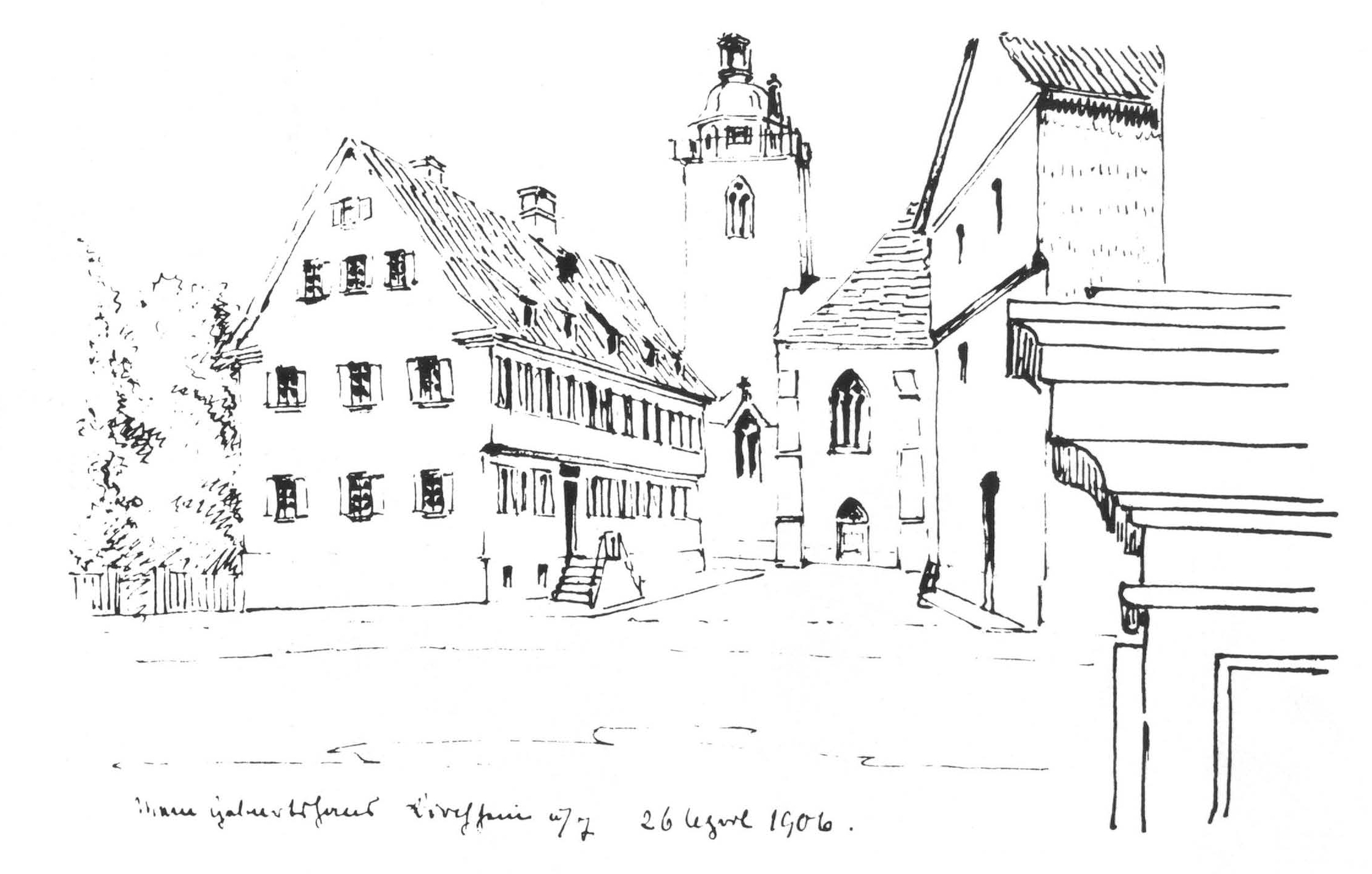
Lateinschule in Kirchheim unter Teck und Geburtshaus von Max Eyth, Zeichnung von Max Eyth, 1906 (→ Foto)
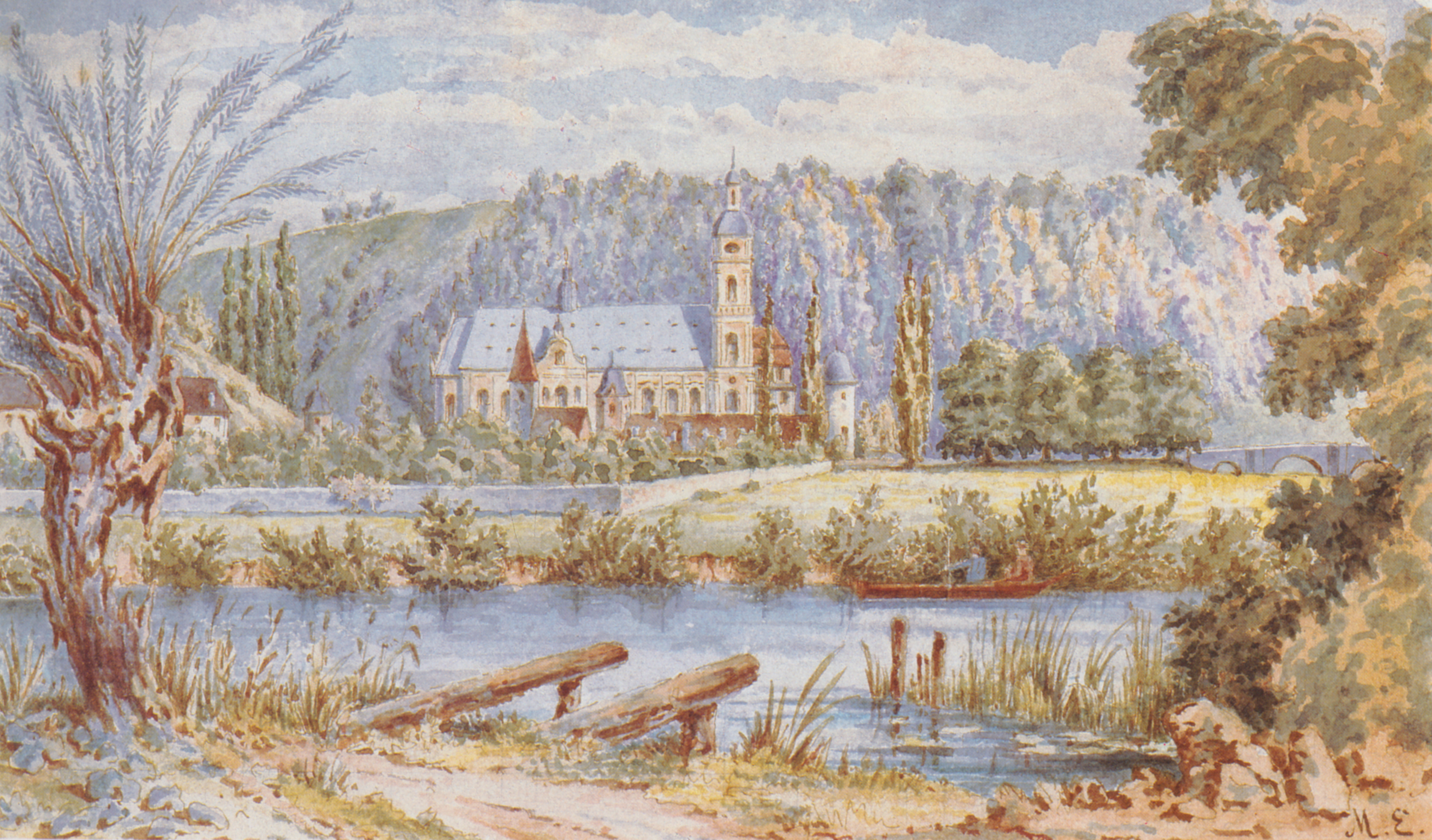
Klosterkirche Schöntal, Zeichnung von Max Eyth, 1856
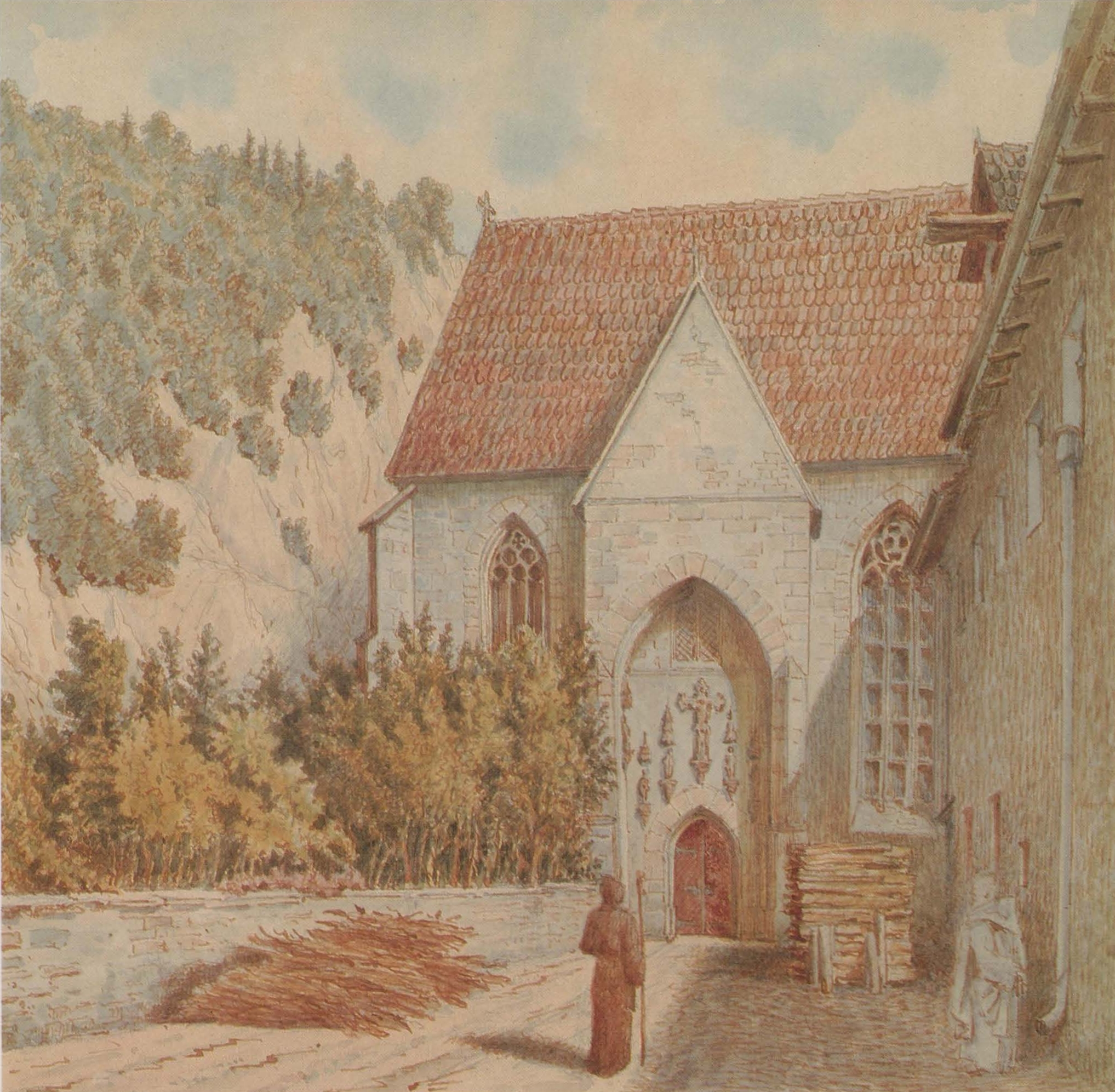
Kloster Blaubeuren, Zeichnung von Max Eyth, 1875

## Werke
- Hilarolypos. Eine Sammlung kleinerer griechischer Gedichte. Tübingen 1831; 2., vermehrte Ausgabe: Spittler, Basel 1840.
- Die Sage von Odysseus nach Homer. 3 Bände. Braun, Karlsruhe 1834/1835.
- Classiker und Bibel in den niederen Gelehrtenschulen. Reden an Lehrer und gebildete Väter. 3 Bändchen. Spittler, Basel 1838–1840 (Digitalisat von Bändchen 1 in der Digitalen Bibliothek Mecklenburg-Vorpommern), (Digitalisat)